# Remicourt (Belgio)
Remicourt (in vallone Remicoû) è un comune del Belgio facente parte della Comunità francofona del Belgio, situato nella Regione Vallonia, nella provincia di Liegi.
Il comune contava il 1º luglio 2004 5.001 abitanti (2.423 uomini e 2.578 donne) per una superficie di 22,81 km².

## Suddivisioni del comune
Hodeige, Lamine (Belgio), Momalle, Pousset e Remicourt.